# ماكس والش
ماكس والش (بالإنجليزية: Max Walsh)‏ هو مسير أعمال وصحفي أسترالي، ولد في 8 مايو 1937 في بادينغتون ‏ في أستراليا.